# Public Enemy
Public Enemy és un grup de música hip-hop format per Chuck D i Flavor Flav a Long Island, Nova York, Estats Units en 1985.

## Origen
L'activista Chuck D va reunir en 1985 diversos artistes negres, cercant d'utilitzar el rap per a comunicar les seves idees, especialment per a transmetre missatges d'orgull, autodefensa i afirmació cultural a la comunitat afroamericana. Abans de formar el grup, Chuck D ja havia col·laborat amb Flavor Flav en una cinta que va titular Public Enemy #1, que es referia a la persecució que, segons ell, deia sofrir per part de l'escena rapera local.
Public Enemy van signar un contracte amb la discogràfica Def Jam Records, després que el productor Rick Rubin escoltés un freestyle (rap improvisat) de Chuck D en una maqueta. A Def Jam van coincidir amb The Beastie Boys i altres artistes de la vella escola del hip hop.

## Música
L'equip de productors Bomb Squad, al costat de Chuck D, creava mitjançant samplers unes complexes i innovadores bases de hip-hop, compostes per desenes de sons: veus, sorolls i fragments musicals extrets d'altres discos.
En la dècada de 1980, solien utilitzar moltíssimes mostres breus de sons d'altres autors, difícilment recognoscibles, sense preocupar-se pels drets d'autor. Aquesta barreja de sons produïa el que anomenaven un mur sònic. El seu disc It Takes a Nation of Millions to Hold Us Back de 1988 és considerat un dels millors de finals del segle xx.
A partir de 1990, les companyies discogràfiques van prestar una gran atenció a la utilització de samples en hip hop, pel que Public Enemy va haver de simplificar la seva música, utilitzant menys peces amb drets d'autor, i més instrumentació orgànica. Sobre aquestes bases musicals, modificades pels efectes i scratch del DJ Terminator X, Chuck D rapejava llargues cadenes de versos curts, amb al·literacions i rimes interns, i amb continguts freqüentment polítics.
Instava als seus oients a allunyar-se de la delinqüència comuna i de les drogues, i a desconfiar i combatre el poder. Els seus primers treballs estaven molt influïts pels ensenyaments de la Nació de l'Islam, un grup radical de musulmans afroamericans.
El segon vocalista era Flavor Flav, amb aspecte i lletres menys serioses. El Professor Griff, tenia un paper menor i va haver d'abandonar el grup per l'escàndol d'unes declaracions seves sobre els jueus en 1990. Quan es va retirar Terminator X, DJ Lord, d'Atlanta, va ocupar el seu lloc com principal DJ del grup

### Influències en altres artistes
Public Enemy van ser el primer grup de rap a fer extenses gires internacionals, el que va augmentar la seva popularitat i influència en les comunitats de hip hop d'Europa i Àsia. Fragments de les seves cançons han estat samplejats per molts altres grups, entre ells els espanyols Def Con Dos i Negu Gorriak.
El 1990, Anthrax va gravar amb Public Enemy una de les primeres barreges de heavy metal i hip-hop: una versió del tema Bring the Noise, que Public Enemy havien publicat en 1988. L'any 2000, Puff Daddy i Hurricane G es van atrevir amb Public Enemy Nº 1, un tema de 1987, publicant P.E. 2000, amb versions en anglès i en espanyol.
El 2002 Public Enemy va incloure en el seu disc Revolverlution col·laboracions de seguidors que havien participat en un concurs de remescles de temes seus, a través de la seva pàgina web.
La nova versió de Public Enemy Nº 1, a càrrec de l'argentí The Jerónimo Punx, afegia uns versos en espanyol.

## Discografia
- Yo! Bum Rush The Show (1987)
- It Takes a Nation of Millions to Hold Us Back (1988)
- Fight the Power...Live! (1989)
- Fear of a Black Planet (1990)
- Apocalypse '91...The Enemy Strikes Black (1991)
- Greatest Misses 1986-1992 (1992)
- Muse Sick-n-Hour Mess Age (1994)
- He Got Game (1998)
- BTN 2000 (mega-mix distribuït gratuïtament per internet al no arribar a un acord amb Def Jam records, 1999)
- There's A Poison Goin On (1999)
- Revolverlution (2002)
- There's A Poison Goin On (2004)
- New Whirl Odor (2005)
- Rebirth of a Nation (2006)

## Referèncnies
1. ↑   «100 greatest albums 1985-2005» (en anglès). SPIN, 7-2005, pàg. 65. ISSN: 0886-3032 [Consulta: 10 novembre 2013].